# Nick O'Hern
Nicholas Simon (Nick) O'Hern  (Perth, 18 oktober 1971) is een Australisch golfprofessional. Hij speelt op de Web.com Tour en de Australaziatische PGA Tour.

## Loopbaan
O'Hern maakte zijn debuut op de Australaziatische PGA Tour, waarop hij nog steeds golft. In 1999 behaalde hij hierop zijn eerste zege door de Schweppes Coolum Classic te winnen. In 2006 behaalde hij zijn tweede zege, het Cadbury Schweppes Australian PGA Championship. Aan het einde van het golfseizoen was hij de winnaar van de Order of Merit van die tour.
In 1998 kwalificeerde O'Hern via de qualifying school voor de Europese PGA Tour in 1999. Hij bleef daar voltijds golfen tot 2007. In 2008 speelde hij daar nog af en toe.
In 2000 maakte O'Hern zijn debuut op de Amerikaanse PGA Tour, maar hij kreeg pas in 2005 een speelkaart voor het volledige golfseizoen. In 2013 golft hij zowel op de PGA Tour en de Web.com Tour. Sinds 2014 golft hij alleen op de Web.com Tour.

## Erelijst

### Amateur
- 1991: Mount Lawley Championship

### Professional
Australaziatische PGA Tour
- 1999: Schweppes Coolum Classic
- 2006: Cadbury Schweppes Australian PGA Championship

Overige
- 1997: Port Hedland PGA Classic
- 1998: Port Hedland PGA Classic, South West Open